# Reprezentacja Chorwacji w rugby union mężczyzn
Reprezentacja Chorwacji w rugby union mężczyzn – zespół rugby union, biorący udział w imieniu Chorwacji w meczach i sportowych imprezach międzynarodowych, powoływany przez selekcjonera, w którym mogą występować zawodnicy posiadający obywatelstwo tego kraju, mieszkający w nim, bądź kwalifikujący się ze względu na pochodzenie rodziców lub dziadków. Za jego funkcjonowanie odpowiedzialny jest Hrvatski ragbijaški savez.

## Puchar świata w rugby
- 1987–1991 – Była częścią Jugosławii
- 1995–2015 – Nie zakwalifikowała się